# Groutiella husnotii
Groutiella husnotii är en bladmossart som beskrevs av H. Crum och Steere 1950. Groutiella husnotii ingår i släktet Groutiella och familjen Orthotrichaceae. Inga underarter finns listade i Catalogue of Life.